# 赛日乐队
SIRIS（赛日）是一支由来自美国的双人乐队，由麦克·马雷和帕特里克·马雷兄弟组成。马雷兄弟用中国字 “赛” 和“日”来命名乐队，意为超越太阳。这个来自美国费城的兄弟组合因成为世界唯一一支创作演唱他们自己的英文和中文两种语言歌曲的西方乐队而闻名。

## 起源
马雷兄弟很早就开始了创作演唱自己的歌曲。还在青少年时期，他们就参加当地的一些乐队在整个费城地区进行表演。早期对他们影响较大的乐队有:Genesis, Sting,U2 和 Tears for Fears。麦克马雷在1992年高中毕业不久后来到中国，并在中国著名学府之一复旦大学学习中文。这段时间，弟弟派翠克则继续为成为乐队鼓手在美国学习音乐。

## 中国元素
赛日中文歌曲的灵感大都来自麦克的中国经历。麦克在中国期间，不仅在复旦学习了中文，还业余从事英文教学和中英文翻译工作。另外，他流利的中文和出色的武术功底也为他赢得了一些参演电视广告和电影的机会。1994年，麦克参演了香港功夫片The Green Hornet。在中国四年后，麦克回到了美国和弟弟派翠克团聚。1996年，兄弟俩重拾音乐旧梦，组成了赛日乐队。马雷兄弟产用了独特的多元文化创作途径，在他们的音乐中同时融入了东西方两种元素。

## 职业生涯亮点

### 1997 到 1999
1997年发行首张中文专辑《直到我最后一息》使赛日乐队成为音乐史上第一支创作发行中文专辑的西方乐队。获格莱美提名的音乐制作人大卫·艾佛里参与了该专辑的制作。 1998年，马雷兄弟赴台湾和中国大陆两地宣传该专辑。在全新的市场里开天辟地并不轻松。在亚洲初露锋芒后，他们于 1999年回到了美国。

### 2000 到 2003
2000年对赛日组合来说是个转机，马雷兄弟重返工作室录制了他们的首张英文专辑《时间的秩序》。同年，他们有了自己的唱片商标和制作公司“Run Hard Music”。 《时间的秩序》在忠于音乐的基础上有着进步性的意义。 该专辑的一大特点是由始至终贯穿着中国元素，不仅专辑的包装颇具中国风格，十二首歌中的三首：“时间的秩序”，“马马虎虎”和中文单曲“美丽的天使”都有着浓郁的中国特色。 “时间的秩序”于2001年二月在全球正式发行。正当唱片界面临着诸如音乐免费下载和在线共享的新挑战时，赛日抓住了一个新的机会。赛日乐队凭借他们的英文单曲 “My love for you will always be” 和专辑中的唯一一首中文单曲“美丽的天使”迅速攀登到了MP3.com流行音乐排行榜的前四十位。“美丽的天使”更是成为首次入围该排行榜的中文歌，跻身前二十名，一度排名十一。在达到200万的下载量，卖出10万张CD和一系列的表演取得成功后，赛日的首张英文专辑被认为是一次独立的成功。2002年，音乐界传奇人物亚德里安贝卢在评价这张专辑时说道：“在这个充满雷同风格艺术家的世界里，能够听到这样一种新鲜而与众不同的声音，真是太棒了！”2003年，赛日乐队再次在音乐界出新，他们的中文单曲“美丽的天使”成为第一首在苹果iTunes 上出售的中文歌。

### 2004 至今
2004年，赛日又回到了录音棚，再次将创作焦点集中在了中文题材上。2005年，赛日发行了又一中文专辑《幸福》。 这张专辑得到了评论界的普遍称赞，也巩固了赛日在音乐史上的特殊地位。同年末，赛日在中国大陆，台湾和美国三地配合该专辑的巡回宣传也获得了成功。凭借主打曲“幸福”，赛日在2005和2006两年中成为中美两国的主流媒体一直不断争相报道的乐队组合。ABC新闻评价道：“赛日无疑打破了中西方文化之间的隔阂…… 这两个来自被称为“兄弟之爱”的城市的家伙或许会改变整个摇滚界！” MTV将赛日的音乐描述为“充满魔力的”，并说道：“他们应该被大众所接受，因为他们的作品中包含真挚！”2006年，赛日受邀在一些重要的电视节目中亮相表演，包括凤凰卫视的春节全球联欢晚会和MTV Chi 摇滚节目为庆祝该台进入中国市场的一台推陈出新的音乐会。赛日于2007宣布发行又一完整的全新中文专辑《我们都一样》，并与此同时宣布了支持该唱片的全球巡回演唱计划。

## 音乐作品目录
- 直到我最后一息 – Till my last breath – 中文 （1997）
- The order of time -- 时间的秩序 – 英文 （2001）
- Martial arts channel – sound track – 武术频道 – 音乐支持  （2003）
- 幸福 – Xing Fu – 中文  （2005）
- 我们都一样 – We are all the same – 中文  （2007）

## 其他作品
作为一个录音室和巡回表演的鼓手，派翠克马雷曾与诸如Little Richard, Three Dog Night, The Beach Boys, The Rip Chords 和 Mary Wilson 以及许多这样的重量级音乐人和团队一起表演过。麦克马雷则在过去的六年中参与了一些电视制作，并宣布了他为中国电视观众制作节目的计划。另外，他还计划于2008年推出他的名为SIRIS.TV的新网站来为大众制作更丰富多彩的节目。